# Hiroyuki Akimoto
Hiroyuki Akimoto –en japonés, 秋本 啓之, Akimoto Hiroyuki– (Amakusa, 31 de enero de 1986) es un deportista japonés que compitió en judo. Ganó una medalla en el Campeonato Mundial de Judo de 2010, y tres medallas en los Juegos Asiáticos entre los años 2006 y 2014.

## Palmarés internacional
| Campeonato Mundial | Campeonato Mundial      | Campeonato Mundial | Campeonato Mundial |
| Año                | Lugar                   | Medalla            | Categoría          |
| ------------------ | ----------------------- | ------------------ | ------------------ |
| 2010               | Tokio (Japón)           | Medalla de oro     | –73 kg             |
| Juegos Asiáticos   |                         |                    |                    |
| Año                | Lugar                   | Medalla            | Categoría          |
| 2006               | Doha (Catar)            | Medalla de bronce  | –66 kg             |
| 2010               | Cantón (China)          | Medalla de oro     | –73 kg             |
| 2014               | Incheon (Corea del Sur) | Medalla de oro     | –73 kg             |